# Jan Auerhan
Jan Auerhan (2. září 1880 Leština u Humpolce – 9. června 1942 Praha-Kobylisy) byl právník působící ve Státním statistickém ústavu. Docent na Přírodovědecké fakultě Univerzity Karlovy v Praze.

## Život
JUDr. Jan Auerhan pocházel z jednoho z nejstarších lesnických rodů, který po generace vykonával mysliveckou a lesnickou službu v pražských královských oborách. Byl nejstarší ze tří synů. Otec Jan (* 24. prosince 1840 v Liboci, zemřel roku 1933 v Okrouhlici a pohřben na Olšanských hřbitovech) byl královským nadlesním v Leštině (po 1. světové válce Strakovské nadační statky), matka Johanka, rozená Šrámková (* 1856) pocházela z rodiny nadlesního v Rozkoši. Lesnickou tradici založil již Frantz Antoni Auerhan, který se na přání pana Záviše z Assenitz (Osenic) vyučil v myslivectví, aby se později stal správcem Královské obory u pražského letohrádku Hvězda. Antonín Auerhan byl hospodářem obory Hvězda v letech 1720–1731 (zemřel roku 1746). Jeho syn Jan Ludvík Auerhan se narodil 1. června 1723 v Bubenči a odborníkem se stal v roce 1761.
Jan Auerhan začal studovat na gymnáziu v Německém Brodě a po absolvování studia práv v roce 1906 nastoupil na místo úředníka Zemské statistické kanceláře. Od roku 1919 byl zaměstnancem Státního statistického úřadu. V kariéře rychle postupoval. V roce 1921 se stal ministerským radou, v roce 1926 přednostou odboru a viceprezidentem a v letech 1929–1939 prezidentem Státního statistického úřadu. Od jejího založení v roce 1928 byl členem čs. statistické společnosti. Stal se rovněž prvním předsedou Československého ústavu zahraničního.
V prosinci 1923 se oženil s Blaženou Novákovou z Dobřichovic.

## Činnost
Napsal řadu prací souvisejících s jeho činností v Státním statistickém úřadě, např. o knihovnách a muzeích. Zabýval otázkami vystěhovalectví a problematikou zahraničních menšin. Zajímal se o české krajany v zahraničí, psal o nich knihy a články do časopisů. Ani v odborné práci nezapomínal na rodný kraj a věnoval mu několik studií. Byl prvním, kdo se systematicky začal věnovat studiu české komunity v chorvatské Slavonii.
V době nacistické okupace udržoval jako bytostný vlastenec styky s domácím odbojem, a i přes důkladnou konspiraci byl za stanného práva po atentátu na Reinharda Heydricha zatčen a na Kobyliské střelnici 9. června 1942 popraven.

## Dílo
- Stěhování obyvatelstva království Českého dle dat o rodišti a pobytu jeho, zjištěných při sčítání lidu ze dne 31. prosince 1910 a saisonní vystěhovalectví z obcí království Českého dle šetření z r. 1913 (1916) Dostupné online
- Osady českých emigrantů v Prusku, Polsku a Rusku, (1920)
- České osady na Volyni, Krymu a na Kavkazu, 1920
- Jazykové menšiny v Evropě, (1924)
- Československé jazykové menšiny v evropském zahraničí: národnostní poměry, v nichž žijí, a vztahy, které je poutají k staré vlasti, (1935) Zdigitalizováno v rámci služby Elektronické knihy na objednávku (EOD) Moravskou zemskou knihovnou. Dostupné online.
- Pokus o demografii zahraničních Čechů, (1936)